# If Buildings Could Talk
If Buildings Could Talk (pl. "Gdyby budynki potrafiły mówić") – krótkometrażowy film Wima Wendersa, przygotowany jako instalacja wideo na 12. Międzynarodowe Biennale Architektury w Wenecji na zamówienie biura architektonicznego SANAA. Obraz poświęcony jest budynkowi Rolex Learning Center w Lozannie, zaprojektowanemu przez SANAA, trwa 12 minut.
Tematem filmu jest sposób w jaki budynki oddziałują na ludzi. Składa się ze scen przedstawiających ludzi spędzających czas w Rolex Learning Center, scenom tym towarzyszy monolog, w którym budynek opowiada o sobie oraz muzyka Thoma Hanreicha. Film nakręcony jest w technice 3D; reżyser zdecydował się na nią, aby lepiej oddać charakter przestrzeni i dać widzowi złudzenie chodzenia po budynku. Film kręcony był przez kilka dni.